# Острувек (Остроленцький повіт)
Острувек (пол. Ostrówek) — село в Польщі, у гміні Бараново Остроленцького повіту Мазовецького воєводства.
Населення — 54 особи (2011).
У 1975-1998 роках село належало до Остроленцького воєводства.

## Демографія
Демографічна структура станом на 31 березня 2011 року:
|          | Загалом | Допрацездатний вік | Працездатний вік | Постпрацездатний вік |
| -------- | ------- | ------------------ | ---------------- | -------------------- |
| Чоловіки | 28      | 9                  | 14               | 5                    |
| Жінки    | 26      | 7                  | 11               | 8                    |
| Разом    | 54      | 16                 | 25               | 13                   |